# FAB-250 M-46
FAB-250 M-46 (ros. ФАБ-250 М-46) – lotnicza bomba burząca konstrukcji radzieckiej.